# Font del Poble (Abella de la Conca)
La Font del Poble és una font del terme municipal d'Abella de la Conca, a la comarca del Pallars Jussà situada a la plaça de la vila d'Abella de la Conca.
Està situada a la petita plaça del poble, al lloc on s'acaba la carretera local que hi mena des de la L-511, a 944 metres d'altitud.
Forma part de les obres fetes pel baró d'Eroles a mitjan segle xix per tal de dur aigua a la vila d'Abella de la Conca.

## Etimologia
Topònim romànic modern, és del tot descriptiu: és la principal font del poble, i una de les primeres obres públiques que s'hi feu.